# Pavel Uhorskai
Pavel Uhorskai (* 2. března 1919 Tomášovce – 5. října 2010 v Lučenci) byl generálním biskupem Evangelické cirkve augsburského vyznání na Slovensku.
Po krátkém působení v duchovenské službě byl roku 1951 odsouzen k tří letům vězení za kritiku komunistické politiky vůči církvím. Z vězení byl propuštěn díky amnestii roku 1953, duchovenskou službu však nadále nesměl vykonávat.
Roku 1990 byl zvolen generálním biskupem evangelické církve augsburského vyznání na Slovensku.
Je nositelem Řádu Ľudovíta Štúra 1. třídy (1995).
| Biskup ECAV              | Biskup ECAV              | Biskup ECAV           |
| ------------------------ | ------------------------ | --------------------- |
| Předchůdce: Ján Michalko | 1990–1994 Pavel Uhorskai | Nástupce: Július Filo |